# ريتشارد جي. هيولت
ريتشارد جي. هيولت (بالإنجليزية: Richard G. Hewlett)‏ هو مؤرخ أمريكي، ولد في 1923 في توليدو في الولايات المتحدة، وتوفي في 1 سبتمبر 2015.